# Shipping Control Authority for the Japanese Merchant Marine

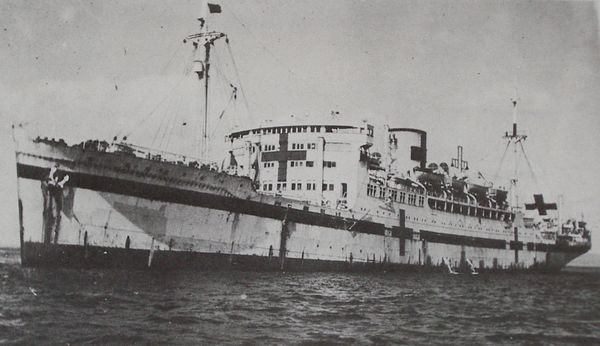
Nave ospedale giapponese Hikawa Maru

La Shipping Control Authority for the Japanese Merchant Marine (SCAJAP) ("Autorità di controllo della navigazione per la Marina mercantile giapponese") era un'organizzazione istituita dalle forze alleate nell'occupazione del Giappone dopo la fine della Seconda guerra mondiale.

## Scopo
1. Controllare tutte le navi maggiori di 100 tonnellate lorde operate dai Giapponesi;
2. fornire ai Giapponesi una flotta per il rimpatrio, consistente nel prestito temporaneo delle navi americane operate da equipaggi giapponesi addestrati;
3. fornire ai Giapponesi un mezzo per rimpatriare il personale di guerra.

## Organizzazione
La SCAJAP era soggetta al Comandante delle Forze Navali dell'Estremo Oriente (Commander, Naval Forces, Far East, COMNAVFE). La flotta della SCAJAP era designata come Task Group 96-3 nell'organizzazione delle Forze Navali del Giappone.

## Flotta e operazioni

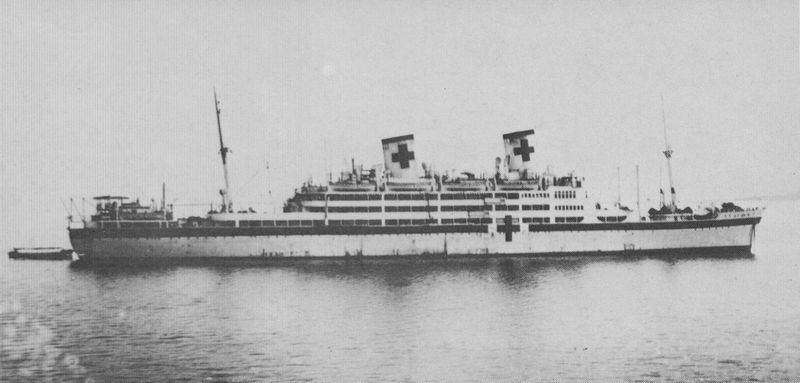
Nave ospedale giapponese Takasago Maru

Alla fine della guerra il Giappone era gravemente a corto di grandi navi passeggeri. Solo due erano sopravvissute alle ostilità: la Hikawa Maru della NKK Line e la Takasago Maru della OSK Line. Entrambe avevano servito come navi ospedale e la SCAJAP le requisì come navi trasporto.
Il 7 dicembre 1945 si tenne a Tokyo una conferenza in conseguenza della quale si raccomandò di rendere 100 navi Liberty, 100 navi LST e sette navi ospedale disponibili per la SCAJAP per il rimpatrio. Le navi dovettero essere convertite in Giappone per trasportare i rimpatriati e avevano equipaggi giapponesi.
Del naviglio richiesto, arrivarono 106 Liberties e 100 LST, ma solo 85 delle LST furono trattenute per il rimpatrio, le altre 15 LST venendo usate per sostenere l'economia della Corea. All'arrivo in Giappone, Sotto la direzione della SCAJAP, queste navi furono modificate per trasportare passeggeri, fornite di equipaggi giapponesi addestrati e messe in servizio a un ritmo di 25 la settimana. Sei delle Liberties furono convertite in navi ospedale di circa 1.200 letti ciascuno. Poiché la capacità totale disponibile di passeggeri di questi battelli della SCAJAP era approssimativamente di 400.000 alla fine del marzo 1946, tutto il naviglio della Settima flotta degli Stati Uniti fu esentata dal rimpatrio. Oltre il 50 per cento of the total Japanese repatriation fleet, with a capacity of 100,000 spaces supplemented US shipping.